# Optagelse paa Halsted Kloster 1944
|  | Denne artikel er oprettet af botten PalnaBot ud fra en ekstern database. Den kan derfor have sproglige fejl eller mangler. Denne skabelon kan fjernes efter kontrol af indholdet. |

Optagelse paa Halsted Kloster 1944 er en film med ukendt instruktør.

## Handling
Halsted Kloster er beliggende på Lolland, 7 km øst for Nakskov og ejes af lensgreve Niels Krag-Juel-Vind-Frijs. Optagelserne viser familiens liv med småbørn i parken, tennis og familiemiddage. Vi får også glimt fra jagterne i Halsted Kloster Dyrehave og på Skjelstofte d. 12. og 13. december 1944. Udbyttet af jagten, vildtparaden, som bl.a. består af 114 harer og 479 fasaner, præsenteres på klosterets plæne. Endnu en jagt finder sted 30. december.